# Doogie Howser, M.D.
Doogie Howser, M.D. ist eine US-amerikanische Fernsehserie, die von 1989 bis 1993 für den Sender ABC produziert wurde. In Deutschland war sie ab 1991 auf ProSieben zu sehen. In der Serie geht es um einen Jungen, der bereits mit 16 Jahren als Arzt praktiziert und gleichzeitig seine Pubertät durchlebt.

## Inhalt
Der hochbegabte Douglas „Doogie“ Howser ist ein Wunderkind. Er absolviert – dank seines fotografischen Gedächtnisses – mit neun Jahren die High School, graduiert an der Princeton University mit zehn Jahren und beendet sein Medizinstudium vier Jahre später. Mit 14 Jahren wird er zum jüngsten Arzt des Landes.
Die Serie beginnt mit Doogies 16. Geburtstag. Er arbeitet als Assistenzarzt im Eastman Medical Center in Los Angeles und wird langsam erwachsen. Jede Folge endet damit, dass Howser sein Computertagebuch mit der charakteristischen Titelmelodie im Hintergrund führt.

## Hintergrund
Die Serie wurde inspiriert von der Geschichte des Howard A. Zucker, M.D., J.D. (seit 2015 Vorsitzender der Gesundheitsbehörde des Staates New York), der bereits mit 22 Jahren als Arzt praktizierte.
Der bei Drehbeginn fünfzehnjährige Hauptdarsteller Neil Patrick Harris hatte durch die Serie seinen ersten großen Durchbruch als Jungdarsteller. Nach Serienende kehrte er mit Theater- und kleineren Filmrollen zu relativer Anonymität zurück, bevor durch How I Met Your Mother (2005–2014) ein zweiter und endgültiger internationaler Durchbruch folgte.

### M.D.
Der Titel M.D. ist im medizinischen Kontext mit der Anrede „Doctor“ verbunden (nur „Doctor XY“, nicht wie im Deutschen „Frau/Herr Dr. XY“ bzw. veraltend „Frau/Herr Doktor“). Er kennzeichnet das in den Vereinigten Staaten nach abgeschlossenem Medizinstudium verliehene Berufsdoktorat. Anders als die Forschungsdoktorgrade hinter dem deutschen Titel Dr. med. und dem britischen MD (medicinae doctor) ist der US-amerikanische M.D. also nicht mit dem Verfassen und Verteidigen einer wissenschaftlichen Promotionsschrift (Doktorarbeit) verbunden.

### Doogie Howser in der Popkultur
Doogie Howser hat Einzug in die US-amerikanische Popkultur gehalten: In vielen Filmen und Fernsehserien (darunter Friends, Roseanne, die Simpsons, Hangover 2, The Big Bang Theory und Gilmore Girls) wie auch im allgemeinen Sprachgebrauch wird gern die Bezeichnung „Doogie“ (selten auch „Doogie Howser“) verwendet, um geringschätzig auf jemanden zu verweisen, der für seinen Job nicht alt genug zu sein scheint. Im Film 50/50 – Freunde fürs (Über)Leben vergleicht Adam seine 24-jährige Ärztin mit Doogie Howser. In der Castle-Folge Banküberfall (Staffel 4, Folge 65) verwendet einer der Bankräuber diesen als Tarnnamen.

## Besetzung und Synchronisation
Die erste deutsche Synchronfassung entstand in den 90er Jahren nach den Dialogbüchern sowie unter der Regie von Norbert Steinke durch die Firma Arena Synchron in Berlin. Die zweite Fassung für den Streamingdienst Disney+ erfolgte 2022–2023 auf Grundlage der Bücher von Julia Sander, Daniel Daehne und Jessica Fields sowie unter der Dialogregie von Karin Grüger durch die Synchronfirma Iyuno-SDI Group Germany in Berlin.
| Rolle                              | Schauspieler        | Synchronsprecher (1. Synchro, TV)                                  | Synchronsprecher (2. Synchro, Disney+) |
| ---------------------------------- | ------------------- | ------------------------------------------------------------------ | -------------------------------------- |
| Dr. Douglas „Doogie“ Howser        | Neil Patrick Harris | Florian Bathke                                                     | Sebastian Fitzner                      |
| Vincent „Vinnie“ Salvatore Delpino | Max Casella         | Julien Haggège                                                     | Jonas Frenz                            |
| Dr. David Howser                   | James B. Sikking    | Lothar Hinze                                                       | Philipp Reinheimer                     |
| Katherine Howser                   | Belinda Montgomery  | Eva-Maria Werth                                                    | Mareile Moeller                        |
| Wanda Plenn                        | Lisa Dean Ryan      | Bianca Krahl                                                       | Derya Flechtner                        |
| Janine Stewart                     | Lucy Boryer         | Uschi Hugo                                                         | Lina Rabea Mohr                        |
| Dr. Benjamin Canfield              | Lawrence Pressman   | Friedrich Georg Beckhaus (Staffel 1–2) Ernst Meincke (Staffel 3–4) | Peter Flechtner                        |
| Dr. Jack McGuire                   | Mitchell Anderson   | Andreas Fröhlich                                                   | Tino Mewes                             |
| Mary Margaret „Curly“ Spaulding    | Kathryn Layng       | Katja Nottke (Staffel 1–2) Maja Dürr (Staffel 3–4)                 | Magdalena Höfner                       |
| Raymond Alexander                  | Markus Redmond      | Dietmar Wunder                                                     | Jan Makino                             |